# Ragunda, Revsunds, Brunflo och Rödöns tingslags valkrets
Ragunda, Revsunds, Brunflo och Rödöns tingslags valkrets var i valen till andra kammaren 1869–1878 en egen valkrets med ett mandat. Valkretsen, som ungefär motsvarade den östra delen av landsbygden i Jämtlands län, avskaffades inför valet 1881, då dess område uppgick i Jämtlands östra domsagas valkrets samt Jämtlands norra domsagas valkrets. 

## Riksdagsmän
- Nils Larson, lmp (1870–1878)
- Olof Larsson (1879–1881)